# Нокомис (Флорида)
Нокомис (енгл. Nokomis) насељено је место без административног статуса у америчкој савезној држави Флорида.

## Демографија
По попису из 2010. године број становника је 3.167, што је 167 (-5,0%) становника мање него 2000. године.
| Група             | 2000.         | 2010.         |
| Белци             | 3.210 (96,3%) | 2.938 (92,8%) |
| Афроамериканци    | 20 (0,6%)     | 27 (0,9%)     |
| Азијати           | 10 (0,3%)     | 37 (1,2%)     |
| Хиспаноамериканци | 62 (1,9%)     | 139 (4,4%)    |
| Укупно            | 3.334         | 3.167         |